# Mastropiero que nunca
Mastropiero que nunca es un espectáculo humorístico y musical del conjunto argentino de instrumentos informales Les Luthiers. Se estrenó el viernes, 9 de septiembre de 1977, en el Teatro Odeón de Buenos Aires, Argentina, y su última representación fue el domingo, 27 de febrero de 1983, en el Teatro Alcalá-Palace de Madrid, España. El título utiliza un juego de palabras: Mastropiero que nunca es una homofonía de "más Mastropiero que nunca" ya que el espectáculo está completamente integrado por obras de Johann Sebastian Mastropiero.
A partir de ahora (1977), los espectáculos estarán en cartel como mínimo 2 años, en lugar de un año como hasta ese momento. 

Desde este show se empieza a utilizar a las luces como instrumento dramático. Dijo Ernesto Diz para el libro Les Luthiers de la L a la S: 

"Me llamaron porque estaban convencidos de la necesidad de agregar el lenguaje de la iluminación. En una primera instancia yo decía qué se hacía y luego íbamos modificándolo en los ensayos. Pero ahora, a partir de una comprensión más profunda de lo que puede lograrse con la luz, Les Luthiers empezaron a crear elementos que se apoyaban en la iluminación: hubo entonces complicidad."

## Instrumentos estrenados
- Shoephone, en la obra "El asesino misterioso". El intérprete era Carlos López Puccio.
- Calephone da casa, en la obra "Visita a la Universidad de Wildstone". El intérprete era Ernesto Acher.

## Créditos y elenco

### Les Luthiers
- Ernesto Acher
- Carlos López Puccio
- Jorge Maronna
- Marcos Mundstock
- Carlos Núñez Cortés
- Daniel Rabinovich

### Textos, arreglos, música y dirección
- Les Luthiers

### Luthier de Les Luthiers
- Carlos Iraldi

### Asistente asociado
- Chiche Aisenberg

### Asistente en escena
- José Luis Barberis

### Asistente general
- Rubén Scarone

### Asistentes
- Marcelo Guerberof
- Óscar Rodríguez

### Sonido
- Carlos Gogni

### Iluminación
- Ernesto Diz

## Programa
- Jingle bass pipe (Jingle - Obertura)
- La bella y graciosa moza marchose a lavar la ropa, la mojó en el arroyuelo y cantando la lavó, la frotó sobre una piedra y la colgó de un abedul (Madrigal)
- El asesino misterioso (Música de cine publicitario)
- Visita a la Universidad de Wildstone (Música de cine documental)
- Kathy, la reina del saloon (Música de cine mudo)
- El beso de Ariadna (Aria de ópera)
- Lazy Daisy (Hall music)
- Sonatas para latín y piano (Sonatas)
- Payada de la vaca (Payada)
- Cantata del adelantado Don Rodrigo Díaz de Carreras, de sus hazañas en tierras de Indias, de los singulares acontecimientos en que se vio envuelto y de cómo se desenvolvió (Cantata)

En las giras de los años 1982-83 las obras "La bella y graciosa moza" y "Kathy la reina del saloon" fueron reemplazadas por "Sol la si la sol la do do si" y por la "Serenata mariachi" respectivamente.

### Fuera de programa
- El explicado (Gato didáctico)

## Grabación
Esta grabación se realizó el domingo, 20 de mayo de 1979 en Teatro Coliseo (Buenos Aires, Argentina). Como dato curioso, este será la única grabación de Les Luthiers en donde Marcos Mundstock luce con el rostro afeitado.

### Información del DVD
El DVD permite un acceso directo a escenas y tiene subtítulos en español, inglés, francés, italiano y portugués. La imagen es a color y dura 105 min. Las obras que presentan son las mismas que en el espectáculo (incluida la obra fuera de programa).